# 索倫鎮區 (密歇根州利勒諾縣)
索倫鎮區（英語：Solon Township）是位於美國密歇根州利勒諾縣的一個行政鎮區。

## 地方資料
索倫鎮區的面積為76.90平方千米，當中陸地面積為68.90平方千米，而水域面積為8.00平方千米。根據2020年美國人口普查的數據，當地共有人口1562人，而人口密度為每平方千米20.31人。